# Def, Dumb and Blonde
Def, Dumb and Blonde è il terzo album solista di Debbie Harry, uscito nell'ottobre del 1989, prodotto da Mike Chapman, che produsse i dischi di maggior successo dei Blondie. Fu anticipato dal singolo I Want That Man, censurato perché mostrava Debbie in versione vampira succhiare sangue da un ragazzo, lasciandolo con il collo sanguinante. Sostenuto da un tour mondiale, raggiunse il numero 10 nella classifica australiana e il numero 12 in quella inglese.

## Tracce
1. I Want That Man – 3:43 (Tom Bailey, Alannah Currie, Eric Thorngren)
2. Lovelight – 3:56 (Chris Stein, Mike Chapman)
3. Kiss It Better – 4:19 (Tom Bailey, Alannah Currie, Deborah Harry, Eric Thorngren)
4. Bike Boy § – 2:47 (Deborah Harry, Chris Stein, Mike Chapman)
5. Get Your Way – 6:13 (Deborah Harry, Chris Stein, Mike Chapman)
6. Maybe For Sure – 4:30 (Deborah Harry, Chris Stein, Mike Chapman)
7. I'll Never Fall In Love ‡ – 3:19 (Walter Ward, Thomas Bush, Mike Chapman)
8. Calmarie – 4:42 (Mario Tolédo, Naná Vasconcelos, Deborah Harry, Mike Chapman)
9. Sweet and Low – 4:49 (Toni C., Deborah Harry, Chris Stein)
10. He Is So – 5:10 (Deborah Harry, Chris Stein, Mike Chapman)
11. Bugeye – 4:06 (Deborah Harry, Chris Stein, Mike Chapman)
12. Comic Books § – 2:34 (Miki Zone, Paul Zone, Armand Zone, Mike Chapman)
13. Forced To Live ‡ – 2:02 (Deborah Harry, Lee Foxx, Mike Chapman)
14. Brite Side – 4:34 (Deborah Harry, Chris Stein)
15. End of the Run – 7:04 (Deborah Harry, Chris Stein, Mike Chapman)

## Classifiche
| Paese         | Posizione più alta |
| ------------- | ------------------ |
| Australia     | 10                 |
| Nuova Zelanda | 9                  |
| Regno Unito   | 12                 |
| Stati Uniti   | 123                |